# Horst Wolter
Horst Wolter (Berlin, 1942. június 8. –) világbajnoki bronzérmes nyugatnémet válogatott német labdarúgó, kapus.

## Pályafutása

### Klubcsapatban
Az  SC Charlottenburg csapatában kezdte a labdarúgást.  1961 és 1972 között az Eintracht Braunschweig labdarúgója volt. 1972-ben visszatért Berlinbe és a Hertha együttesében védett 1977-es visszavonulásáig.

### A válogatottban
1967 és 1970 között 13 alkalommal szerepelt a nyugatnémet válogatottban. Tagja volt 1970-es világbajnoki bronzérmes csapatnak. Az Uruguay elleni bronzmérkőzésen ő védte a csapat kapuját.

## Sikerei, díjai
NSZK
- Világbajnokság
  - bronzérmes: 1970, Mexikó